# John Poland
John Poland (Cork, 21 novembre 1996) è un rugbista a 15 irlandese, mediano di mischia della franchise statunitense del New England Free Jacks.

## Biografia
Originario di Ballinora, villaggio nella contea di Cork, si formò nel Sundays Well, club nel quale giocava suo padre, e dopo essersi messo in evidenza in ambito scolastico e con le nazionali irlandesi di categoria, fu ammesso all'accademia giovanile della provincia di Munster a giugno 2015, venendo nel frattempo tesserato a livello di club con il Cork Constitution.
Con Munster vinse la British and Irish Cup nel 2017 battendo Jersey in finale e, nella stessa stagione, si aggiudicò anche il campionato irlandese con Cork che sconfisse Clontarf in finale.
Debuttò in franchise, per quella che risultò essere la sua, allo stato, unica presenza in United Rugby Championship, contro le Zebre a Thomond Park nel febbraio 2018.
Dopo la laurea in economia all'università di Cork, per la cui squadra giocò nel biennio 2017-19, Poland è stato ingaggiato dalla franchise statunitense di Boston del New England Free Jacks che milita in Major League Rugby, e con la quale ha vinto detto torneo nel 2023.

## Palmarès
- Major League Rugby: 1
New England: 2023
- British and Irish Cup: 1
Munster: 2016-17
- All-Ireland League: 1
Cork Constitution: 2016-17